# 이우영 (만화가)
이우영(李愚英, 1972년 4월 14일~2023년 3월 11일)는 대한민국의 만화가이다. 이영일과 함께 《검정 고무신》의 그림 작가로 활동한 작화가로 알려져 있으며, 동생인 이우진 또한 만화가로 활동한다.

## 생애
국민학교 시절 동생이 만화를 그리는 걸 보고 흥미를 지니며 자신이 좋아하는 만화를 따라서 그렸고, 공주전문대학(현 국립공주대학교) 만화학과에 1학년으로 재학 중인 1992년, 도서출판 대원의 소년 챔프 신인공모전에 우수상으로 뽑혀 만화가 커리어를 시작했다.
이후 만화 스토리 작가 도래미와 손을 잡아 동 잡지에 검정 고무신을 연재하여 인기 작가 반열에 들었고, 1999년부터 애니메이션, 게임, 학습만화 등 원 소스 멀티 유즈를 성공적으로 달성해냈다.
2007년 완결 후 한동안 《검정 고무신》 캐릭터를 이용한 학습만화 등의 창작에 주력하다 2019년 《탐라의 여신들》이란 또 다른 창작만화를 냈다.
2022년 용인예술과학대학교 웹툰만화과 교수에 임용되었고, 2023년 1월 웹툰 등 IT콘텐츠 전문업체인 (주)미래를보다 고문작가로위촉되었다.

### 사망
2023년 3월 11일 저녁, 인천광역시 강화군 자택에서 숨진 채 발견되었다는 충격적인 소식이 들려왔다.
경찰은 이우영 씨가 자살한 것으로 보고 유가족의 뜻에 따라 부검은 실시하지 않기로 하였다. 경찰 관계자에 따르면 유서는 발견되지 않았지만 이씨가 최근 형설퍼블리싱과의 저작권 소송 문제로 굉장히 힘들어했다는 가족의 진술이 있었다고 전했다. 또한 큰 기대를 가지고 2022년도부터 용인예술대 교수로 임용되었지만 학령 인구 감소 등으로 신입생 모집 등에 어려움을 겪는 것에 대한 스트레스를 주변인들에게 자주 얘기하였다.
전시회 준비를 하거나 사망 1주일 전에 용인예술대 OT에 참여했던 영상을 올렸던 지라 이 소식에 굉장히 놀란 듯하는 반응도 있었고 가장 최근 영상 댓글에 이우영 작가를 추모하는 메시지가 달렸다.
사망하기 나흘 전에 누군가가 남긴 댓글도 재조명 받고 있다. 네티즌이 "치킨 브랜드에 작가님 그림이 있던데, 이것도 대행사에서 상표권을 판 건가요?"라고 묻자, "치킨 브랜드 담당자 분에게 문의하니 검정 고무신 캐릭터 대행 회사인 형설출판사 측에서 아무 문제 없다고 (중략) 원작자를 피고인으로 만들어 재판을 걸어놓고, 막무가내로 캐릭터 사업을 하면서 아무 법적 문제가 없다고 하니 참 답답하다."는 심정을 남겼다.
창작자의 권리를 보호하고 불공정한 계약을 방지하기 위한 정책적·제도적 대책을 강화한다고 문체부는 3월 15일에 밝혔다.
사망 이후 작가의 채널에 영상이 올라왔다. 이우영 작가의 유족들이 대신 마지막 인사를 전한 것으로 추정된다.
한편 4월 6일 목요일 9시, MBC의 실화탐사대에서 해당 사건에 대해 다루었다.
결국 2023년 7월 17일 문화체육관광부 특별 조사팀의 시정명령에 따라 검정고무신 관련 불공정 계약 및 미분배 수익에 대해서 보상받게 되었다. 또한 저작권위원회에서 등록을 신청할 권한이 없는 자(형설앤 대표)가 등록을 신청한 형설앤의 모든 검정고무신 저작권에 대해서 말소하여 검정고무신의 저작권도 보상받을 수 있는 길이 생겼다. 다만 이우영 작가 유가족 및 대책위원회과 형설 퍼블리싱와 소송이 진행되고 있어서 지켜봐야 알 수 있다고 한다.

## 수상 내역
- 1995년 대한민국 만화대상 신인상
- 1999년 제26회 한국방송대상 애니메이션부문 우수작품상
- 2000년 대한민국영상만화대상 TV시리즈부문 우수상